# HD 121325
HD 121325，又名BD-07 3728，SAO 139618、HR 5233，是一颗恒星，视星等为6.19，位于銀經328.8，銀緯51.59，其B1900.0坐标为赤經13h 49m 43.3s，赤緯-7° 51.59′ 0″。